# Стоун, Льюис
Льюис Шепард Стоун (англ. Lewis Shepard Stone; 15 ноября 1879 — 12 сентября 1953) — американский актёр, номинант на премию «Оскар» в 1929 году.

## Биография
Льюис Стоун родился в городе Вустер, штат Массачусетс, в 1879 году. В 1898 году принимал участие в Испано-американской войне, после окончания которой занялся карьерой писателя. Спустя некоторое время состоялся актёрский дебют Стоуна на театральной сцене, а с развитием индустрии кино он стал появляться и на большом экране.
В годы Первой мировой войны Льюис Стоун служил в рядах американской армии, а после её окончания вновь вернулся к съёмкам. К тому времени актёр был почти полностью седым, и несмотря на свой возраст, стал часто играть более старых персонажей. В 1920-х годах он запомнился своими ролями в немых фильмах «Норманы севера» (1920), «Пленник Зенды» (1922) и «Затерянный мир» (1925). В 1929 году Льюис Стоун был номинирован на премию Американской киноакадемии за роль графа Палена в немой драме «Патриот». В дальнейшие несколько лет актёр часто снимался вместе с Гретой Гарбо, как в немых фильмах, так и в её первых звуковых картинах, но наиболее яркими стали его роли в фильмах «Гранд-отель» (1932) и «Королева Кристина» (1933). Также развитию его карьеры способствовала успешная роль в оскароносной криминальной драме «Казённый дом» в 1930 году. В дальнейшие годы самой яркой в его карьере стала роль судьи Джеймса Харди в серии комедий «MGM» о Энди Харди, которого играл Микки Руни. Актёр исполнил свою роль в пятнадцати картинах о Харди, начиная с 1937 и заканчивая 1946 годом.
Льюис Стоун скончался возле своего особняка в Беверли-Хиллз в сентябре 1953 года. Как сообщается, у актёра случился сердечный приступ в то время как он разгонял окрестную детвору, бросавшую камни в его гараж. Его вклад в американскую киноиндустрию отмечен звездой на голливудской «Аллее славы».

## Избранная фильмография
| Год  |   | Русское название              | Оригинальное название             | Роль                               |
| ---- | - | ----------------------------- | --------------------------------- | ---------------------------------- |
| 1922 | ф | Пленник Зенды                 | The Prisoner Of Zenda             | Рудольф Рассендил / король Рудольф |
| 1925 | ф | Затерянный мир                | The Lost World                    | сэр Джон Рокстон                   |
| 1927 | ф | Частная жизнь Елены Троянской | The Private Life of Helen of Troy | Менелай                            |
| 1928 | ф | Патриот                       | The Patriot                       | граф Пётр Пален                    |
| 1929 | ф | Мадам Икс                     | Madame X                          | Луи Флориот                        |
| 1930 | ф | Казённый дом                  | The Big House                     | начальник тюрьмы                   |
| 1931 | ф | Секретная шестёрка            | The Secret Six                    | Ричард Ньютон                      |
| 1931 | ф | Мата Хари                     | Mata Hari                         | Андриани                           |
| 1932 | ф | Гранд-отель                   | Grand Hotel                       | доктор Оттерншлаг                  |
| 1932 | ф | Ночной суд                    | Night Court                       | судья Уильям Осгуд                 |
| 1933 | ф | Королева Кристина             | Queen Christina                   | Аксель Оксеншерна                  |
| 1934 | ф | Девушка из Миссури            | The Girl from Missouri            | Фрэнк Казинс                       |
| 1934 | ф | Остров сокровищ               | Treasure Island                   | капитан Смоллетт                   |
| 1935 | ф | Дэвид Копперфильд             | David Copperfield                 | мистер Уикфилд                     |
| 1935 | ф | Китайские моря                | China Seas                        | Том Дэвидс                         |
| 1948 | ф | Состояние единства            | State of the Union                | Сэм Торндайк                       |
| 1951 | ф | Неизвестный человек           | The Unknown Man                   | судья Джеймс В. Холбрук            |
| 1951 | ф | Из ночи в утро                | Night into Morning                | доктор Хорас Снайдер               |